# ウェイ・オブ・ザ・ウォリアー
『ウェイ・オブ・ザ・ウォリアー』（Way of the Warrior）は、ノーティードッグが開発し、ユニバーサル インタラクティブ スタジオが1995年5月26日にリリースした3DO用2D型対戦型格闘ゲーム。
本作は『モータルコンバット』の影響を受けて制作された格闘ゲームのうちの一つである。相手にトドメを刺す「致命傷」と、「マジックポイント」というシステムが存在し、挑発中にコマンドを入力することによって様々な効果が得られる。BGMはホワイトゾンビが担当している。

## 登場キャラクター
ニンジャ（Ninja）
声：坪井智浩
シタケ派忍者の首領。
ニッキー・チャン（Nikki Chan）
声：山脇小径
中国出身の女性。神の愛人であるため年を取らない。
ザ・ドラゴン（The Dragon）
声：坪井智浩
香港出身の拳法家でカンフーの使い手。
コーノトリ（Konotori）
声：坪井智浩
アメリカの実業家で、扇子を使って闘う。幼少期の飛行機事故で日本の山奥に取り残され、現地住民の養子となる。養父から武術を叩き込まれたが、養父がニンジャに殺されたため復讐の為にニンジャを追っている。
ノブナガ（Nobunaga）
声：坪井智浩
サングラスをかけた侍。ニッキー・チャンに片思いをしている。
ゲインズ大佐（Major Gaines）
声：Hideki Ono
名前の通り軍人。体を肥大化させることができる。
マルカム・フォックス（Fox）
声：Chris Sanford
スーツを着た黒人男性。舌を切られたため喋ることができない。
シェイキー・ジェイク（Shaky Jake）
声：坪井智浩
オーストラリア出身の棒術使い。
クリムゾン・グローリー（Crimson Glory）
声：山脇小径

## 評価
フリーライターの御簾納直彦は、本作のゲーム性は『モータルコンバット』から大きく影響を受けているとしつつも、32ビットマシンである3DOで発売された点については実写対戦格闘ゲームの未来を体現した作品であると述べている。